# Bosco di Pian Prà (Rorà)
Bosco di Pian Prà (Rorà) è un sito di interesse comunitario  (cod.IT1110045) della Regione Piemonte, istituito nell'ambito della Direttiva 92/43/CEE (Direttiva Habitat) e designato inoltre come Zona Speciale di Conservazione. Comprende un'area di 93 ettari nei territori comunali di Rorà e Torre Pellice, nella Città metropolitana di Torino.

## Territorio

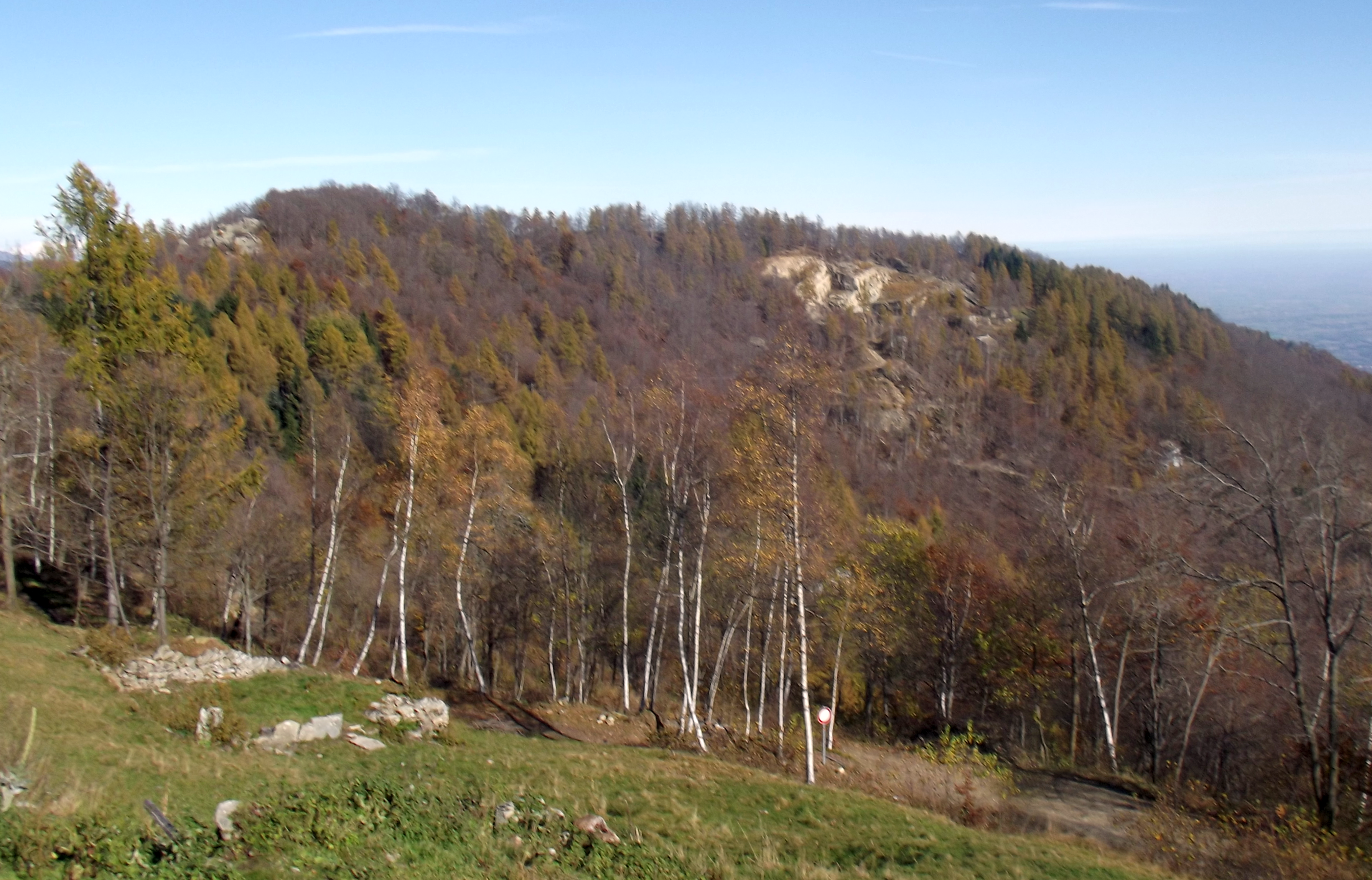
Il monte Luetta

Il territorio protetto si trova a cavallo dello spartiacque tra il solco principale della Val Pellice (a nord) e la valletta di Rorà, tributaria in destra idrografica della Val Pellice. La quota massima  del sito si tocca con il monte Luetta (1341 m s.l.m.).   Ai limiti del SIC/ZSC sono presenti due aree di cava.

## Flora e vegetazione
L'area protetta è ricoperta di fitti boschi, con predominanza di latifoglie. Intervallate alla copertura arborea sono presenti alcune piccole aree prative e coltivate. La zona esposta a nord, verso Torre Pellice, è caratterizzata da faggete quasi in purezza, mentre i versanti che si affacciano sulla valle di Rorà hanno una composizione floristica più varia. Tra le specie rare segnalate nella ZSC c'è Monotropa hypopitys, una pianta saprofita e priva di clorofilla. Varie tra le misure conservazionistiche adottate sono rivolte a conservare l'integrità dell'ambiente forestale: tra queste ci sono ad esempio alcune prescrizioni per il corretto utilizzo dei boschi cedui, per la loro possibile riconversione in fustaia e per una gestione forestale che privilegi alcune specie autoctone poco diffuse come ad esempio tasso e l'agrifoglio. Per la tutela delle zone aperte come prati e pascoli le misure intervengono invece principalmente sul carico di bestiame e sulle modalità del pascolamento.

## Fauna
Il principale motivo che ha portato all'istituzione del SCI /ZPS è la tutela di alcune rarissime specie di coleotteri. Tra queste due hanno abitudini di vita endogee, ossia vivono anche allo stato adulto all'interno del terreno. Si tratta di Dellabeffaella olmii e di Doderotrechus ghilianii ssp. sampoi, entrambe endemiche della valli del Pinerolese. Il loro particolare habitat le rende molto difficili da osservare; tra il 1977 e il 1978 l'entomologo Achille Casale riuscì a trovarne alcuni esemplari grazie alle forti piogge che in quegli anni saturarono a tal punto il terreno da costringere gli insetti ad emergere in superficie. Oltre alle due specie prima menzionate sono presenti nell'area protetta due specie di carabidi (Pterostichus impressus e Aptinus alpinus) endemiche, in questo caso, delle Alpi occidentali. Per il resto la fauna, anche per le piccole dimensioni della zona tutelata, non presenta grandi specificità, ma è comunque da segnalare la presenza di alcune specie protette in ambito europeo come il saettone (Zamenis longissimus).

## Habitat
Nel SIC/ZSC sono presenti i seguenti due habitat naturali di interesse comunitario:
- Formazioni erbose a Nardus, ricche di specie, su substrato siliceo delle zone montane (e delle zone submontane dell'Europa continentale) (cod. 6230),
- Faggeti del Luzulo-Fagetum (cod. 9110).

## Attività
La zona del SIC/ZSC è visitabile a piedi partendo dalla Sella di Pian Prà (1149 m s.l.m.), collegata da una stradina asfaltata con il centro di Rorà. Un sentiero che si tiene nei pressi del crinale permette di addentrarsi nell'area protetta.